# Mario Burić
Mario Burić (Macarsca, 25 ottobre 1991) è un calciatore croato, centrocampista dello Sloga Čakovec.